# 丸山孝一郎
丸山 孝一郎（まるやま こういちろう、1850年2月7日（嘉永2年12月26日）- 1912年（明治45年）5月12日）は、明治期の海軍軍人、実業家、政治家。衆議院議員、米沢市会議長。

## 経歴
出羽国置賜郡米沢（山形県南置賜郡米沢を経て現米沢市）で、米沢藩士・丸山英造の長男として生まれた。1871年（明治4年）米沢に洋学舎が設立され諸勤学生（副舎長）に就任し、イギリス人チャールズ・ヘンリー・ダラスから学んだ。
五十嵐力助らと県会の開設を建議した。1879年（明治12年）海軍裁判所に出仕し、1884年（明治17年）海軍少尉に任官。東京軍法会議判士を務めた。また興亜会の中国語学校・興亜学校の初代校長に就任した。
1887年（明治20年）に帰郷し、米沢製糸社長、横浜同伸合資会社業務担当社員などを務めた。後備役満期後、米沢市会議員に選出され、第3代市会議長に就任した。
1908年（明治41年）5月、第10回衆議院議員総選挙（山形県米沢市、無所属）で当選し、その後、中央倶楽部に所属して衆議院議員に1期在任した。任期途中の1912年5月に死去した。

## 国政選挙歴
- 第8回衆議院議員総選挙（山形県米沢市、1903年3月、無所属）次点落選[7]
- 第9回衆議院議員総選挙（山形県米沢市、1904年3月、無所属）次点落選[7]
- 第10回衆議院議員総選挙（山形県米沢市、1908年5月、無所属）当選[5]

## 親族
- 四女 丸山千代（ちよ、社会事業家）[4]